# Limnellia picta
Limnellia picta är en tvåvingeart som beskrevs av Canzoneri och Giuseppe Giovanni Antonio Meneghini 1969. Limnellia picta ingår i släktet Limnellia och familjen vattenflugor.
Artens utbredningsområde är Kongo. Inga underarter finns listade i Catalogue of Life.